# کوشچینگویچه
کوشچینگویچه (به لهستانی:  Kościeniewicze) یک روستا در لهستان است که در گمینا پیشچاتس واقع شده‌است.